# Arthur et Zeïa
 (décembre 2016).
Si vous disposez d'ouvrages ou d'articles de référence ou si vous connaissez des sites web de qualité traitant du thème abordé ici, merci de compléter l'article en donnant les références utiles à sa vérifiabilité et en les liant à la section « Notes et références ».
Arthur et Zeïa est une série de romans de science-fiction pour adolescents de Louis Laforce publiée aux Éditions Pierre Tisseyre, dans la collection Chacal.

## La série
Après avoir vécu dans l'ombre plus de mille ans, l'ordre du Temple s'empare du pouvoir au XXIVe siècle, guidé par le Grand Kat'sina, qui s'impose comme tyran. À l'aide de machines à remonter le temps, les Templiers entreprennent de piller les trésors des époques passées.
Pour leur mettre des bâtons dans les roues, des scientifiques, des professeurs et des hommes et femmes de toutes origines se sont unis pour former une école d'espionnage clandestine. L'Académie Tempol recrute de jeunes agents qu'elle envoie en mission à la poursuite des pirates du temps. 
C'est donc par le plus grand des hasards qu'un jeune Québécois, Arthur Vaillancourt, va faire la rencontre de l'une de ces espionnes, Zeïa Lunebourg. Il ne se doute pas que cette jeune fille va bouleverser sa vie à tout jamais. Ni des défis qui l'attendent. Encore moins que son destin est lié à celui des Templiers.
Quatre tomes composent cette série de littérature jeunesse. L'Éclair jaune est paru en 2005. L'année suivante, c'est au tour du roman Le Trésor des Templiers, puis, en 2008, paraît Les Zuniques. C'est en 2016 que paru la suite et fin de la série Arthue et Zeïa avec Le secret de Pachacamac. Un index commenté de tous les personnages, inventions et lieux cités dans cette série accompagne ce dernier tome.

## L'Éclair jaune
Arthur Vaillancourt est un garçon sans histoire de 14 ans qui habite Magog, en Estrie. Un jour, alors qu'il dévore un bouquin dans son jardin, un vif éclair jaune attire son attention dans la maison voisine. Curieux, il y découvre une jeune rouquine, occupée à réparer une étrange machine. Zeïa Lunebourg est une espionne formée par l'Académie Tempol, en lutte contre les Templiers qui ont pris le pouvoir au XXIVe siècle et qui pillent les trésors du passé. Zeïa entraînera Arthur dans la Rome antique à la poursuite d'un pirate qui a enlevé la fille d'un sénateur romain. 
Il s'agit d'un roman policier dans un cadre historique qui instruit tout en divertissant: créatures mythologiques, course de chars, prise d'otage, éruption du Vésuve. 
C'est l'occasion pour les lecteurs d'apprivoiser quelques notions de latin, mais surtout d'espéranto, langue universelle du futur.

## Le Trésor des Templiers
Plusieurs mois se sont écoulés depuis son premier voyage dans le temps, lorsque Arthur capte un S.O.S. de son amie du futur. Zeïa le presse de venir la secourir, en l'an 982, au pays des Vikings. D'abord réfractaire, Arthur n'écoute que son courage et pilote lui-même une capsule vers une autre époque. 
Ce roman d'anticipation devient vite une véritable chasse au trésor, le trésor mythique des moines Templiers, tout en approfondissant les liens que tissent Arthur et Zeïa. C'est un voyage non seulement à l'ère des Vikings, mais une visite du monastère de Ganagobie et du Krak des Chevaliers au temps des Croisades.
Ce roman a été retenu sur la Sélection jeunesse des meilleurs romans 2007-2008 de l'organisme Communication-jeunesse.

## Les Zuniques
Après avoir déjoué un complot dans l’Antiquité, échappé à des Vikings sanguinaires et retrouvé le trésor perdu des Templiers, Arthur et Zeïa doivent une fois de plus affronter le Grand Kat’sina, qui règne en despote sur la Terre au XXIVe siècle. Pour Zeïa, ce sera l’heure de faire des choix. Quant à lui, Arthur découvrira d’obscures facettes de son passé dont il ignorait tout. Du cœur d’Unu, capitale du futur, à la cour du roi Louis XIV, les deux amis nous entraînent aux confins de la toile du temps, dans une aventure pleine d’humour, de mystère et de rebondissements. Illustrations de la couverture de Jean-Pierre Normand.
Ce roman a été retenu sur la Sélection jeunesse des meilleurs romans 2008-2009 de l'organisme Communication-jeunesse.

## Le Secret de Pachacamac
Après avoir voyagé à travers les âges et affronté des pirates venus du futur, Arthur a enfin découvert sa véritable identité. Il est le fils de l’inventeur des machines à remonter le temps. Le Grand Kat’sina, qui règne en tyran sur la Terre et qui tient prisonniers ses parents et son frère, a mis sa tête à prix. Recueilli au sein de l’Académie Tempol pour sa sécurité, le garçon se doute qu’il devra tôt ou tard affronter son destin. Mais pour y arriver, il aura besoin d’aide. Alors qu’une guerre entre Templiers et résistants se prépare, le jeune héros suivra sa propre voie, du pays des Incas au cœur de la cité futuriste d’Unu, dans une ultime quête dont personne ne pourrait prédire l’issue.
"Critique : Quatrième (et dernier?) tome d'une bonne série de science-fiction proposant un récit alerte, riche en rebondissements, dans lequel évoluent d'intéressants personnages. La plongée dans un univers futuriste est réussie. [SDM]"
Ce roman a été retenu sur la Sélection jeunesse des meilleurs romans 2017-2018 de l'organisme Communication-jeunesse.

## Éditions
- L'Éclair jaune, Montréal (Saint-Laurent), Éditions Pierre Tisseyre, coll. Chacal no 32, 2005, 265 p.  (ISBN 2890519422)
- Le Trésor des Templiers, Montréal (Saint-Laurent), Éditions Pierre Tisseyre, coll. Chacal no 43, 2006, 311 p.  (ISBN 2896330208)
- Les Zuniques, Montréal (Saint-Laurent), Éditions Pierre Tisseyre, coll. Chacal no 47, 2008, 379 p.  (ISBN 9782896330690)
- Le Secret de Pachacamac, Montréal (Saint-Laurent), Éditions Pierre Tisseyre, coll. Chacal no 67, 328 p.  (ISBN 9782896333516)

Autres romans:
- Tom Longboat, Amazon Direct Publishing, 2013.
- Les zombies de la Conquête, Éditions Pierre Tisseyre, co.. Conquête no. 157,  (ISBN 9782896334032)